# Diadegma hispanicum
Diadegma hispanicum är en stekelart som beskrevs av Horstmann 1973. Diadegma hispanicum ingår i släktet Diadegma och familjen brokparasitsteklar. Inga underarter finns listade i Catalogue of Life.